# Hirurško pranje ruku
Hirurško pranje ruku je postupak u hirurgiji kojim se pre izvođenja hirurške procedure smanjuje broj mikroorganizama na najmanji mogući nivo. Ruke se peru u za to posebno namenjenoj prostoriji, za hirurško pranje ruku, koja je smeštena u operacionom bloku neposredno pored svake operacione sale. Prostorija je pored specijalnih slavina sa toplom i hladnom vodom i kadica za prihvat otpadnih voda, snabdevena sapunom, posudama sa dezinfekcionim sredstvom i sterilnim četkama za pranje ruku. Ukoliko se u toku hirurškog pranja ruku dotakne bilo šta, postupak pranja se ponavlja od samog početka.

## Istorijat i značaj
Koža čoveka ima svoju stalnu saprofitnu floru i smatra se da oko 1.000 klica živi na 1 cm² kože. Prema tome, na koži hirurga koji će  operisati pacijenta nalazi se veliki broj mikroorganizama koji mogu biti uzročnici infekcije. Ako se uzme u obzir činjenica da su do pre nešto više od sto godina hirurzi vršili operacije, ne samo bez anestezije, već i sa minimalnim pripremama, pranjem i čišćenjem isnstrumenata i ruku, onda sa u svetlosti sadašnjih saznanja, svima postaje jasno zašto su bolesnici teška srca pristajali na operativne zahvate, niti su i sami lekari te zahvte preporučivali. 
Luj Paster i u manjoj meri Koh i Bergman otkrili su da su mikroorganizmi prouzrokovači infekcije. Polazeći od ovog saznanja Jozef Lister je njihovu pojavu i širenje u rani doveo u vezu sa visokim postoperativnim mortalitetom posle amputacije udova. Nakon što je započeo tretiranje amputacijom nastalih operativnih rana karbolnom kiselinom (fenolom), pranje ruku u 5% karbolnoj kiselini, i prskanje operativnog polja istom, Lister je postigao neverovatno veliko snižavanja incidence sepse.
To je samo bio uvod u revolucionarna otkrića u modernoj antisepsi, i početak primene sterilizacije instrumenata, hirurškog pranja ruku, upotrebe hirurških rukavica i pripreme pacijenata i hirurga i pratećeg tima za hirurške procedure. Tako su zahvaljujućim ovim otkričima u drugoj polovini 19. veka stvoreni uslovi za uveđenje antiseptićkog i aseptičkog rada u hirurgiji. 
Antisepsa
Antisepsu, kao postupak kod kojeg se hemijskim sredstvima uništavaju svi oblici mikroorganizama, smanjuje njihov broj, sprečava rast i razmnožavanje, prvi je uveo 1867. godine Jozef Lister (1827—1912). Do polovine 19. veka, amputacija udova bila je praćena smrtnim ishodom u oko sa 50% slučajeva tokom postoperativnog lečenja. 
Mnogi stari učitelji hirurgije često su isticali koliki je značaj čistoće u hirurškom radu za postizanje dobrih postoperativnih rezultata i preživljavanje operisane osobe. Međuti sve do druge polovine 19. veka dok nije otkriven značaj odnosa između postojanja mikroorganizama i infekcije rana, čistom i sterilnom hirurškom radu vekovima nije poklanjana velika pažnja.
Asepsa
Asepsu kao postupak kod kojeg se isključuje mogućnost infekcije, odnosno infekciju svodi na najmanju moguću meru, kao što to čini sterilizacija instrumenata vrelim vazduhom, parom ili ključalom vodom, ili upotreba zaštitnih maski i drugih sličnih fizičkih metoda, i načina aseptičkog rada, prvi je uveo u medicinsku praksu Bergman 1890. godine.

## Procedure u toku hirurškog pranja ruku
Prethodne radnje
Pre početka pranja ruku neophodno je sa njih skinuti sav nakit i lak sa nokiju. Takođe ruke hirurga moraju biti negovane, nokti skraćeni (najduže do 1 mm) a koža bez ranica i mikropovreda. Pre početka hirurškog pranja ruku hirurg navlači polivinilsku kecelju kako bi tokom pranja zaštitio radnu odeću od vlaženja.
Postupak pranja
- Prva faza je higijensko pranje ruku neutralnim sapunom, pod mlazom mlake tekuće vode, vodeći računa da pri tome ruke budu blago podignute i savijene u laktovima, kako bi se voda slivala od vrhova prstiju prema laktovima.[2]
- Druga faza je pranja ruku pomoću četke i sapuna. Iz sterilne posude sterilnu četku, sterilnom hvataljkom uzima instrumentarka dodaje hirurgu. Pranje ruku četkom, natopljenom dezinfekcionim sredstvom, vši se od prstiju do lakata u trajanju od najmanje 10 minuta. Pod mlazom tekuće vode ruke se zatim ispiraju od vrhova prstiju prema laktovima.[2]
- Treća faza je pranja ruku drugom četkom, od šaka i trećina podlaktice u trajanju od još 5 minuta. Postupak sipiranja se više puta ponavlja, a posebna pažnja se u ovoj fazi obraća pranju nokata, prstiju i prostor između prstiju, dlanove i gornjh delova šake.[2]

Sušenje ruku
Nakon završenog pranja vrši se brisanje opranih ruku sterilnom gazom ili kompresom, koje se sprovodi od vrhova prstiju prema laktu na sledeći način: „najpre se obriše jedna ruka, kompresa ili gaza se savije na pola tako da korišćena strana bude sa unutrašnje strane, a onda se obriše i druga ruka. Obrisane ruke treba zadržati u položaju uzdignutih ruku sve do oblačenja hirurškog mantila.“

## Ubrzana procedura hirurškog pranja ruku
U poslednjim decenijama sve više je zastupljeno hirurško pranje ruku primenom jakih dezinfekcionih sredstva, najčešće bez upotrebe četke. Kod ovog načina parnja ruku prvo se vrši higijensko pranje sapunom radi skidanja površne nečistoće sa kože. Ovaj postupak u principu je isti kao i onaj kod pranja ruku primenom četke, stim što se dezinfekciono sredstvo nakon utrljavanja u kožu ne ispira vodom, nego se čeka da se ono u potpunosti osuši na rukama, kako bi se na taj način stvorio zaštitni sloj na površini kože ruku.

## Dezinfekciona sredstva za hirurško pranje ruku
U sredstva koja se koriste za preoperativnu pripremu ruku operacionog tima najčešće se koriste Manopronto, Dezderman, Monorapid...
Dokazano je da preparati koji sadrže 60–95% alkohola ili preparati sa 50–95% alkohola kombinovanog sa manjim količinama kvaternih amonijumovih jedinjenja, heksahlorfena ili hlorheksidin-glukonata su najefikasniji. Ovi preparati su efikasnije nego drugi antiseptički agensi jer smanjuju broj mikroorganizama neposredno nakon pripreme ruku (aktivnost im opada od hlorheksidin-glukonata, preko jodoforma, pa do običnog sapuna).

## Spoljašnje veze
|  | Molimo Vas, obratite pažnju na važno upozorenje u vezi sa temama iz oblasti medicine (zdravlja). |